# Heart Station
Albums de Hikaru Utada
Ultra Blue
(2006)
Albums par Utada
This Is The One
(2009)
Singles
Heart Station (écrit en capitales : HEART STATION) est le cinquième album d'Hikaru Utada (sous ce nom), sorti en 2008.

## Présentation
L'album sort le 19 mars 2008 au Japon, sous le label EMI Music Japan. Il sort aussi dans d'autres pays d'Asie, dont la Corée du Sud et Taiwan, ainsi qu'au Canada, aux États-Unis et en Grande-Bretagne le 7 avril suivant.
Au Japon, il atteint la 1re place du classement des ventes de l'Oricon. Il s'y vend à 480 081 exemplaires la première semaine, et reste classé pendant 55 semaines, se vendant à plus d'un million d'exemplaires physiques, surpassant les ventes du précédent album de la chanteuse Ultra Blue sorti deux ans auparavant, ce qui en fait le cinquième album le plus vendu de l'année dans ce pays, et le plus vendu de l'année par une artiste féminine. Il y est aussi l'album le plus vendu de l'année en téléchargement. 
L'album contient douze chansons (et un interlude musical), dont sept déjà parues sur les quatre singles (physiques) sortis après l'album précédent : Boku wa Kuma en 2006, Flavor of Life (avec la version "ballade" alternative en "face B" ; la version "originale" figure aussi sur l'album, en titre bonus) et le "double face A" Beautiful World / Kiss & Cry en 2007, et le "double face A" Heart Station / Stay Gold sorti deux semaines auparavant. Une des autres chansons de l'album, Fight the Blues, sortira en "single digital" en téléchargement une semaine plus tard, le 27 mars 2008, pour continuer sa promotion. Une autre, Prisoner of Love, sera utilisée le mois suivant comme générique d'une série télévisée, et sortira aussi en single physique deux mois après l'album.
Le prochain album de la chanteuse est This Is the One qu'elle sortira en anglais un an plus tard en tant que "Utada".

## Liste des titres
Toutes les chansons sont écrites et composées par Hikaru Utada et arrangées par elle, sauf n°4, 9 et 11 coarrangées par Yuzuru Tomita (plus Alexis Smith et Takuo Yamamoto sur la n°4).
| 1.  | Fight the Blues (single digital)                                            | 4:12 |
| 2.  | Heart Station (du single Heart Station / Stay Gold)                         | 4:38 |
| 3.  | Beautiful World (single digital ; du single Beautiful World / Kiss & Cry)   | 5:20 |
| 4.  | Flavor Of Life -Ballad Version- (single digital ; du single Flavor of Life) | 5:27 |
| 5.  | Stay Gold (single digital ; du single Heart Station / Stay Gold)            | 5:16 |
| 6.  | Kiss & Cry (single digital ; du single Beautiful World / Kiss & Cry)        | 5:08 |
| 7.  | Gentle Beast (Interlude)                                                    | 1:15 |
| 8.  | Celebrate                                                                   | 4:29 |
| 9.  | Prisoner of Love (futur single)                                             | 4:48 |
| 10. | Take 5 (テイク5)                                                            | 3:44 |
| 11. | Boku wa Kuma (ぼくはくま)                                                   | 2:25 |
| 12. | Nijiiro Bus (虹色バス)                                                      | 5:52 |
| 13. | Flavor of Life (titre bonus)                                                | 4:44 |